# Vale de Santarém
Vale de Santarém est une freguesia portugaise située dans le District de Santarém.
Avec une superficie de 10,15 km2 et une population de 3 144 habitants (2001), la paroisse possède une densité de 309,8 hab/km2.

## Personnalités
- Manuel de Freitas (1972-), poète, éditeur et critique littéraire portugais, est né à Vale de Santarém.